# 里村奈美
里村 奈美（さとむら なみ、3月25日 - ）は、日本の女性ナレーター。
群馬県出身。フリーランス。
主に報道・情報・ドキュメンタリー・バラエティ番組、長編記録作品、官公庁記録・広報作品、教育映像、商業広報映像を担当。

## 略歴
- 2004年 - アトゥプロダクション所属[1]。
- 2007年 - フリー
- 2009年6月 - 青二プロダクション所属[2]。
- 2011年6月 - フリー

## 人物
アナウンサー事務所に所属して堀越 幸子（ほりこし さちこ）名義で放送界にデビュー。リポーター、司会、ナレーター、クイズ出題者を務める。ナレーション業に移行するため、フリーランスとなる。『横浜市だより〜横浜インフォメーション』終了と同時に里村 奈美に改名する。

## ナレーター

### テレビ
- スタートピックス（スポニチTVニュース社）
- クイズ!!マガジン '80 - '83（テレビ朝日）出題
- あっぱれ外人 DONピシャリ!!（テレビ朝日）出題
- 天才・たけしの元気が出るテレビ!!（日本テレビ）
- テレビ見たとこ勝負!（1987年 - 1988年、TBS）
- 美少女学園（1987年 - 1988年、テレビ朝日）
- 嵐を呼ぶTV（1987年、フジテレビ）
- 若い土（フジテレビ）
- 日曜ワイドスペシャル（テレビ朝日）
- おネプ!（テレビ朝日）
- テレメンタリー（2002年 - 、テレビ朝日）
- 海外ドキュメンタリー ハリウッドの真実（NHK総合）
- NNNきょうの出来事（2004年 - 2006年、日本テレビ）
- 午後は○○おもいッきりテレビ きょうは何の日（日本テレビ）
- 海の日特番 生命の海〜深層大海流を追う（日本テレビ）
- イブニング・ファイブ（2005年 - 2006年、TBS）
- JNN報道特集（TBS）
- NEWS23（TBS）
- 水トク!（TBS）
- 水曜スペシャル（TBS）
- 年末バラエティ特番　昔の身の上相談室（フジテレビ）
- サタデースクランブル（2006年 - 2009年、テレビ朝日）
- スーパーモーニング（2006年 - 2009年、テレビ朝日）
- やじうまプラス（2006年 - 2009年、テレビ朝日）
- 三浦敬三モンブラン大滑降2時間スペシャル（BSジャパン）
- 報道ステーション（テレビ朝日）
- 田原聡一朗特番「戦後60年・私達は間違っていたのか?」（テレビ朝日）
- 外務省ドキュメンタリー特番「日本外交最前線」（テレビ東京）
- 金曜ぷらす（BS朝日）
- 歴天・日本の歴史を変えた天気（BS朝日）
- 遥かなる深海大冒険（BS朝日）
- サンデースクランブル（2014年4月 - 、テレビ朝日）
- ネーミングバラエティー 日本人のおなまえっ!（2017年4月 - 2022年3月、NHK総合）

### 映像作品
- 映像100年史・日本の記録 33本シリーズ（2001年、毎日映画社）
- 日本の鉄道シリーズ（鉄道ジャーナル）
- 孫子兵法（プレジデント社）

### 記録映画
- 田んぼ〜生きものは語る - 第18回地球環境映像祭アースビジョン賞。

### 舞台
- けやき会・物語の世界（2002年 - 2003年）

### CM
- エバラ食品
- 前田建設
- 朝日工業社
- カメラのキタムラ
- 佐野厄除け大師
- P&G、アリエール

## ラジオ
- 歌は海峡を越えて（ラジオ日本）パーソナリティ
- ハッピードリーム｢歌の贈り物｣（ラジオ日本）司会

## 声優

### テレビドラマ
- ROMES/空港防御システム（2009年、NHK総合テレビジョン）アナウンス （声） 役

## その他
- ルックルックこんにちは（日本テレビ）
- クイズ ラブラブジャンプ（日本テレビ）出題者
- 横浜市だより〜横浜インフォメーション（テレビ神奈川）リポーター、ナレーション